# Oliver Chris
Oliver Graham Chris (Royal Tunbridge Wells, 2 novembre 1978) è un attore e commediografo britannico, attivo in campo teatrale, televisivo e cinematografico.

## Biografia
Dopo gli studi alla Central School of Speech and Drama e alla Birkbeck University, Chris ha fatto il suo debutto in televisione con le serie Lorna Doone, The Office e Rescue Me. Molto attivo in campo teatrale, ha recitato nei classici L'importanza di chiamarsi Ernesto (Northampton, 2002), La bisbetica domata (Londra, 2007) e Cyrano de Bergerac (Manchester, 2007), prima di fare il suo debutto nel West End con la pièce Well nel 2008. Nel 2010 ha interpretato Nick Bottom accanto alla Titania di Judi Dench in Sogno di una notte di mezza estate, mentre nel 2011 ha recitato nella commedia One Man, Two Guvnors a Londra e a Broadway, che gli valse una candidatura al Laurence Olivier Award alla miglior performance in un ruolo non protagonista.
Nel 2014 ha interpretato il principe William nella pièce King Charles III, a Londra e a Broadway. Nel 2017 torna al National Theatre con La dodicesima notte e nello stesso anno recita nella produzione d'esordio del Bridge Theatre, Young Marx, in cui interpretava Friedrich Engels. Nel 2019 è tornato al Bridge Theatre con Sogno di una notte di mezza estate, questa volta nel duplice ruolo di Teseo e Oberon accanto alla Titania di Gwendoline Christie.

## Filmografia parziale

### Cinema
- Che pasticcio, Bridget Jones! (Bridget Jones: The Edge of Reason), regia di Beeban Kidron (2004)
- Emma., regia di Autumn de Wilde (2020)
- Miss Marx, regia di Susanna Nicchiarelli (2020)
- Living, regia di Oliver Hermanus (2022)
- What's Love? (What's Love Got to Do with It?), regia di Shekhar Kapur (2022)

### Televisione
- The Office – serie TV, 6 episodi (2001)
- The Other Boleyn Girl – film TV (2003)
- Casualty – serie TV, 1 episodio (2003)
- Green Wing – serie TV, 18 episodi (2004-2006)
- IT Crowd – serie TV, 1 episodio (2006)
- FM – serie TV, 1 episodio (2009)
- Testimoni silenziosi (Silent Witness) – serie TV, 2 episodi (2011)
- King Charles III, regia di Rupert Goold – film TV (2017)
- Il giovane ispettore Morse (Endeavour) – serie TV, episodio 6x02 (2019)
- Trying – serie TV, 24 episodi (2020-2022)
- A Very British Scandal, regia di Anne Sewitsky – miniserie TV, puntata 3 (2021)
- The Crown – serie TV, episodio 5x2 (2022)
- Miss Scarlet and the Duke – serie TV, 4 episodi (2022-2024)
- Fondazione (Foundation) – serie TV, 7 episodi (2023)
- Rivals – serie TV, 8 episodi (2024)

### Doppiaggio
- Phineas e Ferb – serie TV d'animazione, 1 episodio (2007)
- My Lady Jane – serie TV (2024) – voce narrante

## Teatro

### Commediografo
- Jack Absolute Flies Again, con Richard Bean. National Theatre di Londra (2022)

### Attore
- L'importanza di chiamarsi Ernesto di Oscar Wilde. Royal Theatre di Northampton (2002)
- La bisbetica domata di William Shakespeare. Wilton's Music Hall di Londra (2007)
- Cyrano de Bergerac di Edmond Rostand. Royal Exchange di Manchester (2007)
- Ritratto di signora da Henry James. Tournée inglese (2008)
- Sogno di una notte di mezza estate di William Shakespeare. Rose Theatre di Londra (2010)
- One Man, Two Guvnors di Richard Bean. National Theatre e Teatro Adelphi di Londra (2011), Music Box Theatre di Broadway (2012)
- King Charles III di Mike Bartlett. Almeida Theatre e Wyndham's Theatre di Londra (2014), Music Box Theatre di Broadway (2015)
- Great Britain di Richard Bean. National Theatre di Londra (2014)
- La dodicesima notte di William Shakespeare. National Theatre di Londra (2017)
- Young Marx di Richard Bean e Clive Coleman. Bridge Theatre di Londra (2017)
- Sogno di una notte di mezza estate di William Shakespeare. Bridge Theatre di Londra (2019)
- Il profondo mare azzurro di Terence Rattigan. Ustinov Studio di Bath (2024)

## Doppiatori italiani
Nelle versioni in italiano delle opere in cui ha recitato, Oliver Chris è stato doppiato da:
- Fabrizio Vidale in The Office
- Andrea Lavagnino in Miss Marx
- Emanuele Ruzza in What's Love?
- Giorgio Perno in The Crown
- Massimo De Ambrosis in Shoshana
- David Chevalier in Trying
- Emiliano Coltorti in Rivals

Da doppiatore è sostituito da:
- Franco Mannella in My Lady Jane